# Mandimba
Mandimba – miasto na Mozambiku, w prowincji Niasa.